# Hall of Memory w Birmingham

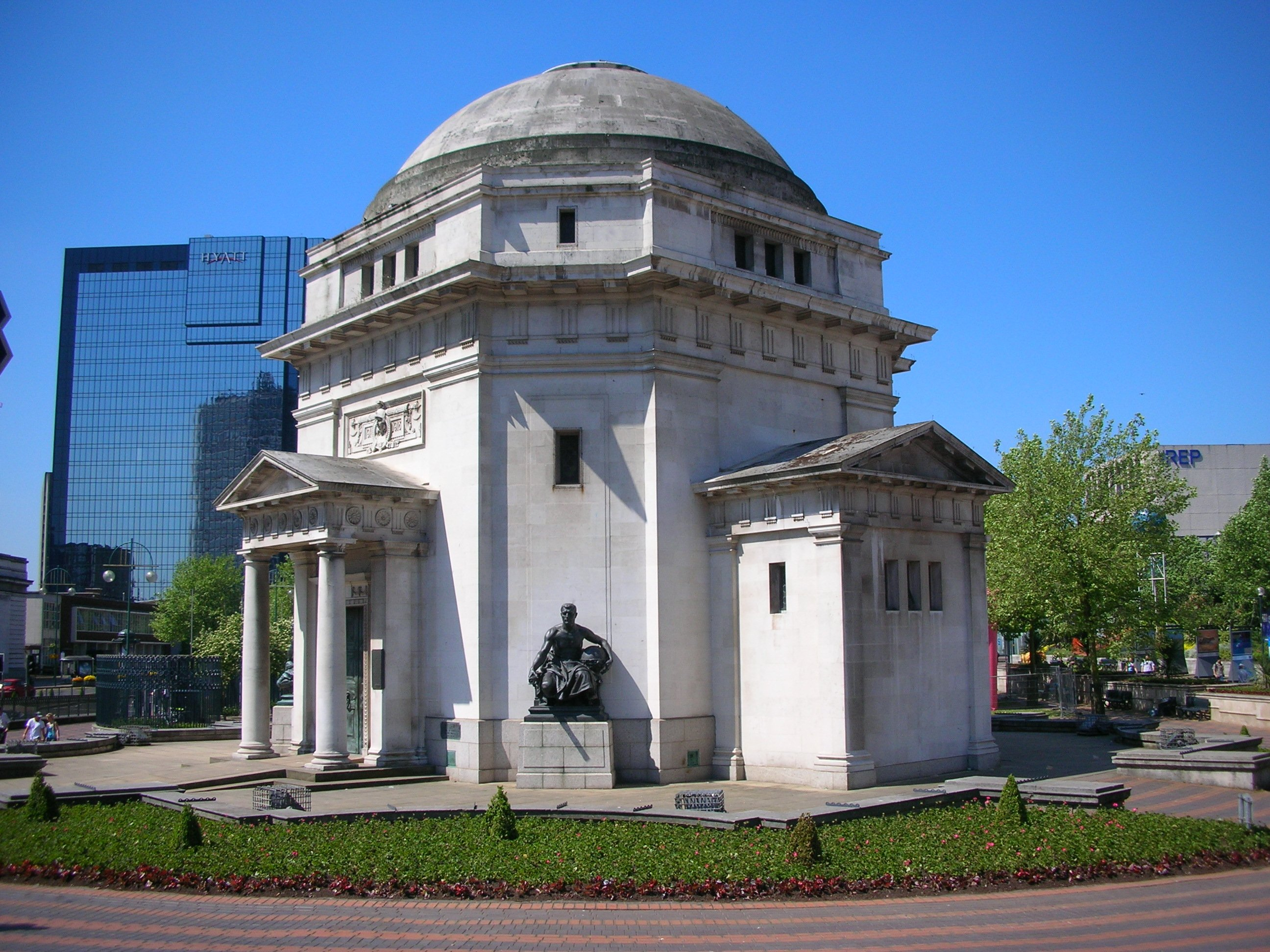
Hall of Memory w Birmingham

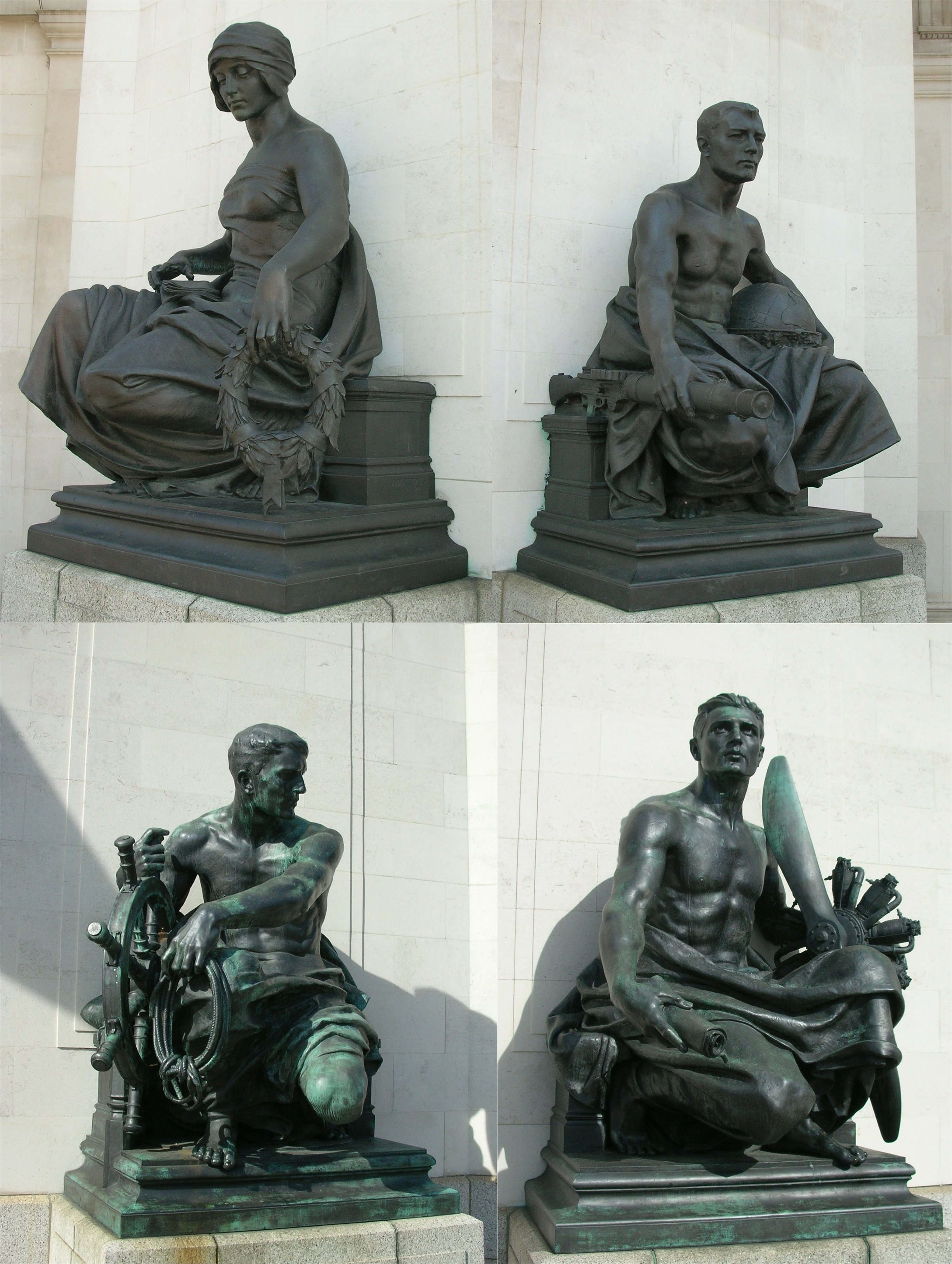
Statua Alberta Tofta przed Hall of Memory

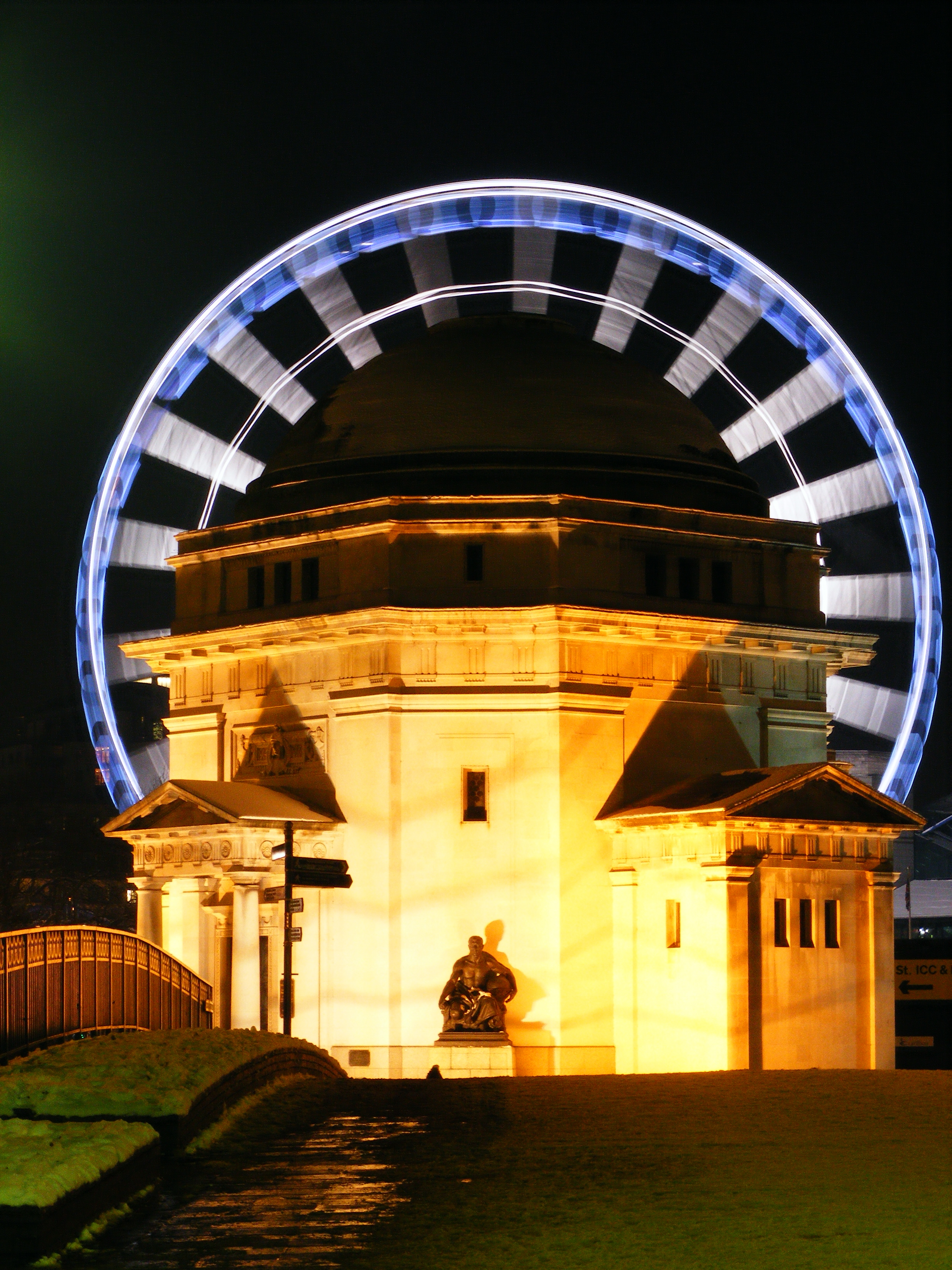
Nocny widok na Hall of Memory (w tle tzw. Wheel of Birmingham)

Hall of Memory – izba pamięci w Birmingham (Anglia), zbudowana w latach 1922-1925, przez Johna Barnsleya i jego syna, upamiętnia ponad 12 tysięcy mieszkańców Birmingham, którzy zginęli podczas I wojny światowej.